# Peter Mankowski
Peter Mankowski (* 11. Oktober 1966 in Hamburg; † 10. Februar 2022 ebenda) war ein deutscher Rechtswissenschaftler und Autor.

## Leben und Wirken
Peter Mankowski besuchte die Gelehrtenschule des Johanneums und studierte von 1985 bis 1990 Rechtswissenschaften in Hamburg und legte das erste juristische Staatsexamen 1990 ab. Sein Referendariat absolvierte er zwischen 1991 und 1994 in Hamburg und London. Nach dem zweiten juristischen Staatsexamen 1994 in Hamburg wurde er im selben Jahr an der Universität Hamburg promoviert. Anschließend war er als wissenschaftlicher Assistent am Institut für Internationales Privatrecht und Rechtsvergleichung an der Universität Osnabrück tätig. Von 1994 bis 1998 war er außerdem Präsident der Internationalen Juristenvereinigung Osnabrück. 2000 habilitierte er sich in Osnabrück und wurde nach einsemestriger Lehrstuhlvertretung an der Universität Bielefeld an die Universität Hamburg berufen. Dort hatte er seit 2001 einen Lehrstuhl für Bürgerliches Recht, Internationales Privat- und Prozessrecht sowie Rechtsvergleichung inne. 
Zudem war Mankowski Leiter des Studienkreises Wirtschaft und Recht der Universitätsgesellschaft Hamburg (2001–2008), Mitglied des Direktoriums der International Max Planck Research School for Maritime Affairs (2001–2015) sowie des Beirats der Universitätsgesellschaft Hamburg (2003–2011). Seit 2002 war er Mitglied des Vorstands der Gesellschaft Hamburger Juristen.
Mankowski hat zahlreiche Schriften in deutscher und englischer Sprache publiziert mit dem Schwerpunkt des internationalen Privat- und Prozessrechts. Weitere Themenbereiche seiner Publikationen waren das Allgemeine Zivilrecht, Lauterkeitsrecht, Verbraucherschutzrecht, Schiedsrecht und Internationales Einheitsrecht sowie Rechtsvergleichung. Er war Herausgeber mehrerer Bücher, Zeitschriften und Schriftenreihen.
Von studentischer Seite wurde nach seinem Tod die Initiative vorgebracht, einen Hörsaal im Rechtshaus der Universität Hamburg in „Dr. Peter Mankowski Auditorium“ umzubenennen.

## Wissenschaftliche Schwerpunkte
Mankowskis Schwerpunkte lagen in den Bereichen Internationales Privatrecht, Internationales Prozessrecht, Internationales Insolvenzrecht, Internationales Einheitsrecht (insbesondere UN-Kaufrecht), Rechtsvergleichung, Vertragsrecht, Verbraucherschutzrecht, Lauterkeitsrecht und Rechtskultur.

## Veröffentlichungen (Auswahl)
- Seerechtliche Vertragsverhältnisse im internationalen Privatrecht. Zugl. Dissertation. Mohr, Tübingen 1995, ISBN 3-16-146469-9.
- Staudinger Bürgerliches Gesetzbuch. Internationales Ehe- und Unterhaltsrecht. 13. Auflage, 1996.
- Beseitigungsrechte – Anfechtung Widerruf und verwandte Institute, Habilitationsschrift, 2003.
- mit Christian von Bar: Internationales Privatrecht. Band I: Allgemeine Lehren. 2. Auflage, 2003.
- mit Franco Ferrari, Eva-Maria Kieninger, Karsten Otte, Ingo Saenger, Ansgar Staudinger: Internationales Vertragsrecht. 2007, 3. Auflage C.H. Beck, München 2018, ISBN 978-3-406-71531-0.
- Interessenpolitik und europäisches Kollisionsrecht. Nomos Verlagsgesellschaft, Baden-Baden 2011, ISBN 978-3-8329-6350-7.
- Schadensersatzklagen bei Kartelldelikten. Verlag Zentrum für Europäisches Wirtschaftsrecht, 2012.
- mit Ingo von Münch: Promotion. Mohr Siebeck, 4. überarbeitete Auflage, Tübingen 2013, ISBN 978-3-16-152988-7.
- mit Michael Müller, Jessica Schmidt: EuInsVO 2015, Europäische Insolvenzverordnung 2015. C.H.Beck, München 2016, ISBN 978-3-406-58104-5.
- Rechtskultur. Mohr Siebeck Verlag, Tübingen 2016, ISBN 978-3-16-154792-8 (ausgezeichnet mit dem Berenberg Preis für Wissenschaftssprache 2018[5]).
- mit Ulrich Magnus: European Commentaries on Private International Law. Verlag Otto Schmidt, Köln 2017, ISBN 978-3-504-08011-2.
- mit Christian von Bar: Internationales Privatrecht. Band 2: Besonderer Teil. Verlag C.H. Beck, München 2019, ISBN 978-3-406-53563-5.

## Auszeichnungen
- 1996: Kurt-Hartwig-Siemers-Wissenschaftspreis
- 1997: Heinz Maier-Leibnitz-Preis
- 2018: Berenberg-Preis für Wissenschaftssprache[5]